# ケイド・マーロウ
ケイド・マシュー・マーロウ（Cade Matthew Marlowe, 1997年6月24日 - ）は、 アメリカ合衆国ジョージア州ティフト郡ティフトン出身のプロ野球選手（外野手）。右投左打。MLBのシアトル・マリナーズ傘下所属。

## 経歴
2019年のMLBドラフト20巡目（全体606位）でシアトル・マリナーズから指名され、プロ入り。契約後、傘下のA-級エバレット・アクアソックスでプロデビュー。62試合に出場して打率.301、3本塁打、30打点、10盗塁を記録した。
2020年は新型コロナウイルスの影響でマイナーリーグの試合が開催されなかったため、公式戦の出場は無かった。
2021年はA級モデスト・ナッツ、A+級エバレット、AAA級タコマ・レイニアーズでプレーし、3チーム合計で106試合に出場して打率.275、26本塁打、107打点、24盗塁を記録した。オフにはアリゾナ・フォールリーグに参加し、ピオリア・ハベリーナズに所属した。
2022年はAA級アーカンソー・トラベラーズとAAA級タコマでプレーし、2チーム合計で133試合に出場して打率.287、23本塁打、102打点、42盗塁を記録した。オフの11月15日にルール5ドラフトでの流出を防ぐために40人枠入りした。
2023年は開幕をAAA級タコマで迎えた。7月20日にメジャー初昇格を果たすと、同日のミネソタ・ツインズ戦にて「8番・左翼手」で先発出場してメジャーデビュー。8月3日のロサンゼルス・エンゼルス戦では2点ビハインドの9回表1死満塁の場面で、カルロス・エステベスから劇的な逆転満塁本塁打を右翼席に叩き込んでヒーローになった。この年メジャーでは34試合に出場して打率.239、3本塁打、11打点、4盗塁を記録した。
2024年、メジャーでは8試合の出場にとどまった。
2025年2月3日にDFAとなり、7日にマイナー契約となってAAA級タコマへ配属された。

## プレースタイル
打撃では変化球には上手く対応できないが、速球には強いタイプである。盗塁の名手であり、ベースランニングも上手く、三塁打が多い点も売りとしている。

## 詳細情報

### 年度別打撃成績
| 年 度    | 球 団    | 試 合 | 打 席 | 打 数 | 得 点 | 安 打 | 二 塁 打 | 三 塁 打 | 本 塁 打 | 塁 打 | 打 点 | 盗 塁 | 盗 塁 死 | 犠 打 | 犠 飛 | 四 球 | 敬 遠 | 死 球 | 三 振 | 併 殺 打 | 打 率 | 出 塁 率 | 長 打 率 | O P S |
| -------- | -------- | ----- | ----- | ----- | ----- | ----- | -------- | -------- | -------- | ----- | ----- | ----- | -------- | ----- | ----- | ----- | ----- | ----- | ----- | -------- | ----- | -------- | -------- | ----- |
| 2023     | SEA      | 34    | 100   | 88    | 14    | 21    | 3        | 2        | 3        | 37    | 11    | 4     | 2        | 0     | 0     | 12    | 0     | 0     | 33    | 1        | .239  | .330     | .421     | .751  |
| 2024     | SEA      | 8     | 9     | 8     | 1     | 2     | 0        | 0        | 0        | 2     | 0     | 0     | 0        | 0     | 0     | 1     | 0     | 0     | 1     | 1        | .250  | .333     | .250     | .583  |
| MLB：2年 | MLB：2年 | 42    | 109   | 96    | 15    | 23    | 3        | 2        | 3        | 39    | 11    | 4     | 2        | 0     | 0     | 13    | 0     | 0     | 34    | 2        | .240  | .330     | .406     | .737  |

- 2024年度シーズン終了時

### 背番号
- 18（2023年）
- 2（2024年 - 同年途中）
- 5（2024年途中 - 同年終了）